# N포세대
N포세대(N抛世代)는 N가지를 포기한 사람들의 세대를 말하는 신조어이다. 처음 삼포세대로 시작되어 'N가지를 포기한 세대'로 확장되었다. 삼포세대(三抛世代)는 연애, 결혼, 출산 3가지를 포기한 세대를 말하며, 오포세대(五抛世代)는 집과 경력을 포함하여 5가지를 포기한 것을 말한다. 칠포세대(七抛世代)는 여기에 희망/취미와 인간관계까지 7가지를 포기한 것이고 구포세대(九抛世代)는 신체적 건강과 외모를 포함해 9가지를 포기한 세대를 일컫는다.
많은 대한민국의 20·30대의 젊은이들은 치솟는 물가, 등록금, 취직난, 집값 등 경제적, 사회적 압박으로 인해 스스로 돌볼 여유조차 없다는 연유로 연애와 결혼을 포기하고, 출산을 기약 없이 미루고 있다. 이러한 사람들을 삼포세대라고 일컫는다. 이와 비슷한 용어로 중국의 탕핑족과 일본의 사토리 세대가 있다.

## 어원과 확산
2011년 경향신문의 기획시리즈 〈복지국가를 말한다〉 특별취재팀이 만든 신조어이다. 취재팀은 ‘삼포(三抛)세대’를 "불안정한 일자리, 학자금 대출상환, 기약 없는 취업준비, 치솟은 집값 등 과도한 삶의 비용으로 인해 연애도, 결혼도, 출산도 포기하거나 기약 없이 미루는 청년층"으로 정의했다. 그동안 국가가 책임지지 않는 복지를 떠맡은 한국 사회 가족의 부담이 임계점에 이르러 전통적인 가족 형성의 공식이 와해되었음을 보여주기 위해 만들어진 용어이다.
경제적인 측면에서 보았을 때 이 용어는 경제적으로 불황이면서 수출 대기업 위주인 한국의 시장이 위축되어 있다는 상반된 형지가 맥락을 하고 있다. 이는 경제성장률이 낮은 데다가 특유의 경제구조 탓에 임금은 매우 적지만 물가는 비싼 스태그플레이션 현상이 일상화되어 생활 비용이 많이 들기 때문에 이러한 용어가 생겨났다고 정의할 수 있다.
이후 각종 미디어와 정치권, 인터넷을 통해 사회적으로 확산되면서, 현재 청년층의 삶과 한국 사회의 문제를 상징하는 용어로 자리잡게 되었다. 한국뿐만 아니라 20살만 되면 부모에게서 독립한다는 미국에서도 2010년대 이후 취업난으로 인해 경제적으로 부모님에게 의지하고 살아가는 인원 수가 많아지면서 몇 년 전까지만 해도 주목받았던 밀레니얼스의 현실이 한국의 삼포세대와 비슷해져 가는 것을 볼 수 있다.

## 사회적 배경
젊은이들에 대한 현대 사회의 경제적, 사회적 압박이 이 단어가 탄생한 주된 원인으로 지목된다.
- 대한민국의 적지 않은 젊은이들은 경제적으로는 학자금 대출 상환, 과도한 집값, 생활비용에 고통 받고 있고, 대기업만 중시하는 사회구조 때문에 최고의 스펙, 일류기업 입사가 아니면 실패한 사람으로 몰아가는 사회적 풍토에 압도당하며 연애를 일종의 사치로 여기는 경향을 보인다.
- 배우자의 선택 시 낭만대신 상대방의 스펙을 꼼꼼히 따지는 비즈니스 적 결혼관의 보편화, 결혼 비용의 급격한 상승은 상대적으로 그에 따른 조건을 갖추지 못한 많은 젊은이에게 결혼에 대한 좌절감을 준다.[6]
- 젋은이들은 결혼을 했다 하더라고 육아 비용에 대한 부담을 받게 되며, 이러한 경제적 압박으로 인한 저출산 추세, 워킹맘에 대한 사회적 배려장치의 부재는 젊은 부부들이 출산을 주저하게 만드는 주된 요인이다.[7]
- 자신의 인생을 결혼이나 출산보다도 가장 중요하게 여기는 젊은세대들은 자신의 삶을 즐기는데 자본을 사용하려는 경향이 많고 그로 인해 자연스럽게 결혼과 출산을 포기하게 되었다.[8]

- 학교폭력,가정폭력,군대 가혹행위 이러한것을 겪는다면 최소 연애,결혼을 포함해서 포기한다.

## 결과
시대적 배경으로 인하여 결혼의 필요성은 사라지고 결혼과 육아는 필수가 아닌 선택이라는 의식이 확산되었다. 개인적으로는 결혼과 육아의 부담이 우울증을 유발하고 자살률도 증가시키며, 사회적으로는 만혼 또는 비혼으로 인해 출산율이 감소함에 따라 사회의 고령화가 가속화되어 노인 복지의 책임이 청년 세대에게 가중된다.

## 의미 확장
오포세대는 연애, 결혼, 출산을 포기한 삼포세대에 인간관계와 집을 추가로 포기한 세대다. 칠포세대는 연애, 결혼, 출산, 인간관계, 집을 포기한 오포세대에 꿈과 희망도 포기한 세대다.
- 삼포세대

연애, 결혼, 출산을 포기
- 오포세대

연애, 결혼, 출산, 경력, 집 마련을 포기
- 칠포세대

연애, 결혼, 출산, 경력, 집 마련, 꿈(희망), 인간관계를 포기
- 구포세대

연애, 결혼, 출산, 경력, 집 마련, 꿈(희망), 인간관계, 신체적 건강, 외모를 포기

## 같이 보기
- 경제적 불평등
- 부메랑 세대(영어판)
- 쳥년기의 위기(영어판)
  - 중년기 위기
- 헬조선
- 사회 양극화
- 88만 원 세대
- 청년실업
- 거마대학생
- 노동 빈곤층(워킹푸어, 근로 빈곤층)
- 계층문제
- 스펙
- 하우스푸어
- 비정규직
- 일용직
- 최저임금
- 기본소득
- 저출산
- 썸 (신조어)#삼포세대~N포세대
- 삼포세대